# Cantó de Gamaches
El cantó de Gamaches és un cantó francès situat al departament del Somme, dins la regió de la Picardia. Està organitzat al voltant de Gamaches, del districte d'Abbeville.

## Municipis

| Municipi                | Habitants | Codi postal | Codi INSEE |
| ----------------------- | --------- | ----------- | ---------- |
| Aigneville              | 658       | 80210       | 80008      |
| Beauchamps              | 987       | 80770       | 80063      |
| Biencourt               | 116       | 80140       | 80104      |
| Bouillancourt-en-Séry   | 486       | 80220       | 80120      |
| Bouttencourt            | 1.015     | 80220       | 80126      |
| Bouvaincourt-sur-Bresle | 694       | 80220       | 80127      |
| Buigny-lès-Gamaches     | 403       | 80220       | 80148      |
| Cerisy-Buleux           | 260       | 80140       | 80183      |
| Dargnies                | 1.443     | 80570       | 80235      |
| Embreville              | 576       | 80570       | 80265      |
| Framicourt              | 151       | 80140       | 80343      |
| Frettemeule             | 238       | 80220       | 80362      |
| Gamaches                | 2.949     | 80220       | 80373      |
| Maisnières              | 505       | 80220       | 80500      |
| Martainneville          | 343       | 80140       | 80518      |
| Ramburelles             | 210       | 80140       | 80662      |
| Rambures                | 365       | 80140       | 80663      |
| Tilloy-Floriville       | 324       | 80220       | 80760      |
| Le Translay             | 182       | 80140       | 80767      |
| Vismes                  | 306       | 80140       | 80809      |

## Història
| Data d'elecció                           | Identitat        | Partit                     | Qualitat |
| ---------------------------------------- | ---------------- | -------------------------- | -------- |
| 1945-1979                                | Marcelle Delabie | radical                    |          |
| 1979-1985                                | Jacques Pecquery | PCF                        |          |
| 1985-1998                                | Michel Bonduelle | Divers droite, després UDF |          |
| 1998-2011                                | Jacques Pecquery | PCF                        |          |
| 2011-                                    | Daniel Destruel  | PS                         |          |
| les dades anteriors no són pas conegudes |                  |                            |          |
|                                          |                  |                            |          |

## Demografia
| A partir de 1990 : Població sense dobles comptes |